# Хиоки, Хацу
Хацу Хиоки (яп. 日沖発; род. 18 июля 1983, Нагоя) — японский боец смешанного стиля, представитель полулёгкой весовой категории. Выступал на профессиональном уровне в 2002—2018 годах, известен по участию в турнирах таких бойцовских организаций как UFC, Pride, Shooto, Sengoku, Pancrase, Rizin FF и др. Владел титулами чемпиона Shooto и Sengoku в полулёгком весе.

## Биография
Хацу Хиоки родился 18 июля 1983 года в городе Нагоя префектуры Айти, Япония.

### Shooto
Начинал карьеру бойца ММА в 2002 году в крупной японской организации Shooto, выиграл здесь у большинства соперников и по прошествии лет зарекомендовал себя одним из сильнейших представителей полулёгкой весовой категории. Единственными, кто смог выиграть у него, стали соотечественник Хироюки Такая, канадец Антонио Карвальо и кореец Ким Чон Ман (в двух последних случаях бои были достаточно близкими и завершились раздельными решениями).
В мае 2010 года Хиоки завоевал титул чемпиона Shooto в полулёгком весе, выиграв раздельным решением судей у Такэси Иноуэ.

### TKO Major League MMA
В 2006—2008 годах Хиоки трижды выезжал драться за границу в канадском промоушене TKO Major League MMA. Здесь он дважды выиграл у местного канадского бойца Марка Хоминика, завоевал и дважды защитил титул чемпиона.

### Pride Fighting Championships
В августе 2006 года провёл единственный бой в крупнейшем на тот момент японском промоушене Pride Fighting Championships, выиграв единогласным решением у американца Джеффа Каррена.

### World Victory Road
В 2009 году принял участие в гран-при полулёгкого веса организации World Victory Road в Токио, где благополучно прошёл всех троих соперников по турнирной сетке — при том в финале выступить не смог из-за травмы. Его победная серия прервалась лишь в поединке с бывшим дзюдоистом Митихиро Омигавой, которому он уступил раздельным судейским решением.
В 2010 году Хиоки удостоился права оспорить титул чемпиона World Victory Road Presents: Sengoku и встретился с бразильцем Марлоном Сандру. Противостояние между ними продлилось все отведённые пять раундов, японский боец добился преимущества за счёт превосходящей длины рук и скоростных контратак, в результате чего все трое судей единогласно отдали ему победу. Таким образом, он стал третьим по счёту чемпионом Sengoku в полулёгком весе.

### Ultimate Fighting Championship
Завоевав титул чемпиона Sengoku, Хацу Хиоки привлёк к себе внимание крупнейшей бойцовской организации мира Ultimate Fighting Championship — в июне 2011 года он принял решение оставить свой титул вакантным и подписал долгосрочный контракт с американским промоушеном. Дебютировал в октагоне UFC в октябре, выиграв раздельным решением у Джорджа Рупа.
В феврале 2012 года отметился победой по очкам над польско-американским ветераном Бартом Палашевским, доминировал на протяжении всего боя, сделал несколько переводов в партер и предпринял несколько попыток досрочного завершения с помощью приёмов.
Предполагалось, что в следующем бою Хиоки оспорит титул чемпиона UFC в полулёгком весе, однако в итоге в июне 2012 года он принял участие в рейтинговом поединке с Рикардо Ламасом и проиграл ему единогласным решением.
В 2013 году потерпел поражения по очкам от Клея Гвиды и Даррена Элкинса.
В 2014 году выиграл единогласным решением у Ивана Менхивара, но затем впервые в карьере вынужден был сдаться от приёма в поединке с Шарлисом Оливейрой.
Последний раз Хиоки дрался в октагоне UFC в мае 2015 года — нокаутом во втором раунде потерпел поражение от новозеландца Дэна Хукера и вскоре покинул организацию.

### Дальнейшие выступления
Покинув UFC, Хацу Хиоки продолжил выступать на родине, в частности провёл четыре боя в японском промоушене Pancrase. Здесь, в числе прочего, вновь встретился со своим давним обидчиком Хироюки Такая — взять реванш ему не удалось, последовало поражение нокаутом в первом же раунде.
В августе 2018 года Хиоки отметился выступлением в крупной японской организации Rizin Fighting Federation, но проиграл нокаутом малоизвестному бойцу Микуру Асакуре.

## Статистика в профессиональном ММА
| Боёв 42  | Побед 29 | Поражений 11 |
| -------- | -------- | ------------ |
| Нокаутом | 4        | 3            |
| Сдачей   | 13       | 1            |
| Решением | 12       | 7            |
| Ничьи    | 2        | 2            |

| Результат | Рекорд  | Соперник          | Способ                          | Турнир                                                       | Дата             | Раунд | Время | Место                  | Примечание                                         |
| --------- | ------- | ----------------- | ------------------------------- | ------------------------------------------------------------ | ---------------- | ----- | ----- | ---------------------- | -------------------------------------------------- |
| Поражение | 29-12-2 | Микуру Асакура    | KO (удары)                      | Rizin 12                                                     | 12 августа 2018  | 1     | 3:45  | Нагоя, Япония          |                                                    |
| Поражение | 29-11-2 | Хироюки Такая     | KO (удары руками)               | Pancrase 290                                                 | 8 октября 2017   | 1     | 1:12  | Токио, Япония          |                                                    |
| Поражение | 29-10-2 | Хиросигэ Танака   | KO (удар рукой)                 | Pancrase 287                                                 | 28 мая 2017      | 1     | 0:14  | Токио, Япония          |                                                    |
| Победа    | 29-9-2  | Ёдзиро Утимура    | Единогласное решение            | Pancrase 278                                                 | 12 июня 2016     | 3     | 5:00  | Токио, Япония          |                                                    |
| Победа    | 28-9-2  | Кёсукэ Ёкояма     | Сдача (удушение сзади)          | Pancrase 275                                                 | 31 января 2016   | 1     | 1:35  | Токио, Япония          |                                                    |
| Поражение | 27-9-2  | Дэн Хукер         | KO (удары)                      | UFC Fight Night: Miocic vs. Hunt                             | 10 мая 2015      | 2     | 4:13  | Аделаида, Австралия    |                                                    |
| Поражение | 27-8-2  | Шарлис Оливейра   | Сдача (анаконда)                | UFC Fight Night: Te Huna vs. Marquardt                       | 28 июня 2014     | 2     | 4:28  | Окленд, Новая Зеландия |                                                    |
| Победа    | 27-7-2  | Иван Менхивар     | Единогласное решение            | The Ultimate Fighter China Finale: Kim vs. Hathaway          | 1 марта 2014     | 3     | 5:00  | Макао, Китай           |                                                    |
| Поражение | 26-7-2  | Даррен Элкинс     | Единогласное решение            | UFC Fight Night: Condit vs. Kampmann 2                       | 28 августа 2013  | 3     | 5:00  | Индианаполис, США      |                                                    |
| Поражение | 26-6-2  | Клей Гвида        | Раздельное решение              | UFC on Fox: Johnson vs. Dodson                               | 26 января 2013   | 3     | 5:00  | Чикаго, США            |                                                    |
| Поражение | 26-5-2  | Рикардо Ламас     | Единогласное решение            | UFC on FX: Maynard vs. Guida                                 | 22 июня 2012     | 3     | 5:00  | Атлантик-Сити, США     |                                                    |
| Победа    | 26-4-2  | Барт Палашевский  | Единогласное решение            | UFC 144                                                      | 26 февраля 2012  | 3     | 5:00  | Сайтама, Япония        |                                                    |
| Победа    | 25-4-2  | Джордж Руп        | Раздельное решение              | UFC 137                                                      | 29 октября 2011  | 3     | 5:00  | Лас-Вегас, США         |                                                    |
| Победа    | 24-4-2  | Дональд Санчес    | Сдача (треугольник)             | Shooto: Shooto Tradition 2011                                | 29 апреля 2011   | 2     | 1:36  | Токио, Япония          |                                                    |
| Победа    | 23-4-2  | Марлон Сандру     | Единогласное решение            | World Victory Road Presents: Soul of Fight                   | 30 декабря 2010  | 5     | 5:00  | Токио, Япония          | Выиграл титул чемпиона Sengoku в полулёгком весе.  |
| Победа    | 22-4-2  | Джефф Лосон       | Сдача (треугольник)             | World Victory Road Presents: Sengoku Raiden Championships 14 | 22 августа 2010  | 1     | 2:09  | Токио, Япония          |                                                    |
| Победа    | 21-4-2  | Такэси Иноуэ      | Раздельное решение              | Shooto: The Way of Shooto 3: Like a Tiger, Like a Dragon     | 30 мая 2010      | 3     | 5:00  | Токио, Япония          | Выиграл титул чемпиона Shooto в полулёгком весе.   |
| Поражение | 20-4-2  | Митихиро Омигава  | Раздельное решение              | World Victory Road Presents: Sengoku 11                      | 7 ноября 2009    | 3     | 5:00  | Токио, Япония          |                                                    |
| Победа    | 20-3-2  | Масанори Канэхара | Единогласное решение            | World Victory Road Presents: Sengoku 9                       | 2 августа 2009   | 3     | 5:00  | Сайтама, Япония        | Полуфинал гран-при Sengoku в полулёгком весе..     |
| Победа    | 19-3-2  | Ронни Манн        | Сдача (треугольник)             | World Victory Road Presents: Sengoku 8                       | 2 мая 2009       | 1     | 3:09  | Токио, Япония          | Четвертьфинал гран-при Sengoku в полулёгком весе.  |
| Победа    | 18-3-2  | Крис Мануэль      | Сдача (треугольник)             | World Victory Road Presents: Sengoku 7                       | 20 марта 2009    | 1     | 4:12  | Токио, Япония          | Стартовый этап гран-при Sengoku в полулёгком весе. |
| Победа    | 17-3-2  | Румина Сато       | TKO (удары руками)              | Shooto: Shooto Tradition 4                                   | 29 ноября 2008   | 1     | 3:32  | Токио, Япония          |                                                    |
| Победа    | 16-3-2  | Тьерри Кенневилль | Сдача (треугольник)             | TKO 35                                                       | 3 октября 2008   | 1     | 4:14  | Монреаль, Канада       | Защитил титул чемпиона TKO в полулёгком весе.      |
| Ничья     | 15-3-2  | Хироси Накамура   | Ничья                           | Shooto: Gig Central 15                                       | 3 августа 2008   | 3     | 5:00  | Айти, Япония           |                                                    |
| Победа    | 15-3-1  | Барет Ёсида       | TKO (удары руками)              | Shooto: Back To Our Roots 8                                  | 28 марта 2008    | 1     | 4:51  | Токио, Япония          |                                                    |
| Победа    | 14-3-1  | Кацуя Тоида       | Сдача (рычаг локтя)             | Shooto: Back To Our Roots 7                                  | 26 января 2008   | 2     | 4:30  | Токио, Япония          |                                                    |
| Победа    | 13-3-1  | Брайан Герати     | Единогласное решение            | Heat 5                                                       | 25 ноября 2007   | 3     | 5:00  | Айти, Япония           |                                                    |
| Поражение | 12-3-1  | Ким Чон Ман       | Раздельное решение              | Shooto: Gig Central 13                                       | 8 октября 2007   | 3     | 5:00  | Айти, Япония           |                                                    |
| Поражение | 12-2-1  | Антонио Карвальо  | Раздельное решение              | Shooto: Back To Our Roots 3                                  | 18 мая 2007      | 3     | 5:00  | Токио, Япония          |                                                    |
| Победа    | 12-1-1  | Марк Хоминик      | Решение большинства             | TKO 28                                                       | 9 февраля 2007   | 5     | 5:00  | Монреаль, Канада       | Защитил титул чемпиона TKO в полулёгком весе.      |
| Победа    | 11-1-1  | Ким Бён Сё        | TKO (остановлен врачом)         | Shooto: Gig Central 11                                       | 26 ноября 2006   | 1     | 1:32  | Айти, Япония           |                                                    |
| Победа    | 10-1-1  | Джефф Каррен      | Единогласное решение            | Pride Bushido 12                                             | 26 августа 2006  | 2     | 5:00  | Айти, Япония           |                                                    |
| Победа    | 9-1-1   | Марк Хоминик      | Техническая сдача (треугольник) | TKO 25                                                       | 5 мая 2006       | 2     | 5:00  | Монреаль, Канада       | Выиграл титул чемпиона TKO в полулёгком весе.      |
| Ничья     | 8-1-1   | Вао Квач          | Ничья                           | Shooto: Gig Central 9                                        | 26 февраля 2006  | 3     | 5:00  | Айти, Япония           |                                                    |
| Победа    | 8-1     | Том Ниинимяки     | Техническая сдача (рычаг локтя) | Shooto 2005: 11/6 in Korakuen Hall                           | 6 ноября 2005    | 1     | 3:03  | Токио, Япония          |                                                    |
| Победа    | 7-1     | Хидэки Кадоваки   | Сдача (рычаг локтя)             | Shooto: Gig Central 8                                        | 3 июля 2005      | 2     | 3:34  | Нагоя, Япония          |                                                    |
| Победа    | 6-1     | Джо Пирсон        | Сдача (удары руками)            | Shooto: Gig Central 7                                        | 27 марта 2005    | 1     | 1:35  | Нагоя, Япония          |                                                    |
| Победа    | 5-1     | Цутому Сиики      | Единогласное решение            | Shooto: Gig Central 6                                        | 12 сентября 2004 | 2     | 5:00  | Нагоя, Япония          |                                                    |
| Победа    | 4-1     | Ёхэй Намбу        | Единогласное решение            | Shooto: Gig Central 5                                        | 28 марта 2004    | 2     | 5:00  | Нагоя, Япония          |                                                    |
| Поражение | 3-1     | Хироюки Такая     | Единогласное решение            | Shooto: 7/13 in Korakuen Hall                                | 13 июля 2003     | 2     | 5:00  | Токио, Япония          |                                                    |
| Победа    | 3-0     | Ёсинори Амари     | Сдача (рычаг локтя)             | Shooto: Gig Central 3                                        | 30 марта 2003    | 2     | 2:38  | Нагоя, Япония          |                                                    |
| Победа    | 2-0     | Эдвард Баттон     | TKO (удары руками)              | Shooto: Treasure Hunt 11                                     | 15 ноября 2002   | 1     | 4:11  | Токио, Япония          |                                                    |
| Победа    | 1-0     | Масанори Сугатани | Сдача (удушение сзади)          | Shooto: Gig Central 2                                        | 6 октября 2002   | 1     | 2:29  | Айти, Япония           |                                                    |